# Partido Renovación Civilista
Renovación Civilista fue un partido político de Panamá que existió durante la década de 1990. Fue reconocido como partido a través de la resolución 348 del 23 de noviembre de 1993 y sus fundadores fueron algunos exmiembros del movimiento Cruzada Civilista Nacional que protestaron enérgicamente en los últimos años de la dictadura militar del general Manuel Antonio Noriega, sin embargo, fue considerado como un partido minoritario con poca influencia política durante su existencia.
Este partido se creó debido a la decepción de la gestión gubernamental del entonces presidente Guillermo Endara, y compitió en las elecciones generales de 1994 con Rubén Darío Carles, ex-contralor de la República durante el gobierno de Endara, como candidato presidencial bajo la alianza "Cambio '94" junto con el Movimiento Liberal Republicano Nacionalista (Molirena) y el Movimiento de Renovación Nacional (Morena). Carles quedó en cuarto lugar con 171.192 votos, de los cuales Renovación Civilista sólo aportó 23.592 votos y además tres legisladores a la Asamblea Nacional de Panamá.
Durante las elecciones generales de 1999, el partido mantuvo una disputa interna sobre si apoyar a Mireya Moscoso, candidata del opositor Partido Arnulfista o al banquero Alberto Vallarino, que abandonó el Partido Arnulfista en 1998 y buscaba el apoyo de otros partidos de oposición para su candidatura presidencial. Finalmente, Renovación Civilista escogió a Vallarino vía elecciones primarias y se unió a la alianza "Acción Opositora" junto con el Partido Demócrata Cristiano (PDC), el Partido Liberal y el Partido Nacionalista Popular. Vallarino quedó en tercer y último lugar con 222.250 votos, de los cuales Renovación Civilista sólo aportó 45.192 votos y apenas un legislador en la Asamblea Nacional. No superó la cuota mínima para su subsistencia (un 5% del total de votos), desapareciendo tras las elecciones y su antigua membresía se dispersó entre el PDC y el Arnulfista.